# السيجومي

السيجومي، هي منطقة سكنية شعبية تقع في غرب العاصمة التونسية وتتبع بلدية سيدي حسين ومعتمدية السيجومي من ولاية تونس. تقع فيها ساحة الشهداء التي تحتضن النصب التذكاري بالسيجومي ومتحف الذاكرة الوطنية.